# زهاو يوهاو
زهاو يوهاو (بالصينية: 赵宇豪) (7 أبريل 1993 بكونمينغ في الصين - ) هو لاعب كرة قدم صيني في مركز الدفاع. لعب مع جيجيانغ غرينتاون وWenzhou Provenza F.C. ‏.

## روابط خارجية
- زهاو يوهاو على موقع قاعدة بيانات كرة القدم.إي يو (الإنجليزية)
- زهاو يوهاو على موقع ناشيونال فوتبول تيمز (الإنجليزية)
- زهاو يوهاو على موقع Soccerway.com (الإنجليزية)